# Andreas Gliese
Andreas Gliese (* 1968 in Frankfurt (Oder)) ist ein deutscher Politiker (CDU, seit 2019 Parteilos) und zwischen 2014 und 2019 Abgeordneter im Landtag Brandenburg.

## Biografie
Andreas Gliese absolvierte nach dem Besuch der Polytechnischen Oberschule zunächst eine Ausbildung zum Dreher und war in seinem Beruf tätig. Er holte 1989 das Abitur nach und leistete anschließend Wehrdienst und Zivildienst ab. Von 1991 bis 1997 studierte er Veterinärmedizin an der Humboldt-Universität Berlin und der Freien Universität Berlin mit Abschluss als Tierarzt 1997. Seitdem ist er auf einem landwirtschaftlichen Betrieb tätig, der nach der Deutschen Wiedervereinigung wiedererrichtet wurde.

## Politik
Gliese gehört der CDU seit 2005 an. Er amtiert seit 2008 als Fraktionsvorsitzender seiner Partei in der Stadtverordnetenversammlung von Friedland (Niederlausitz). Ein Mandat im Kreistag des Kreises Oder-Spree hat er seit 2008, im Landtag Brandenburg zwischen 2014 und 2019 inne. Dort errang er das Direktmandat im Landtagswahlkreis Oder-Spree II. Ein Wiedereinzug gelang ihm nicht, weil er einen zu schlechten Listenplatz hatte und das Direktmandat nicht errang. Danach überwarf er sich mit seiner Landespartei und trat aus der CDU aus. Auf kommunaler Ebene gehörte er bis 2024 dennoch als unabhängiger Kandidat der CDU-Fraktion des Kreistages an. Für das örtliche Friedländer Bürgerbündnis zog er 2024 erneut in die Stadtverordnetenversammlung ein. Für die Bundestagswahl 2025 trat er im Bundestagswahlkreis Frankfurt (Oder) – Oder-Spree als Einzelbewerber an.